# Eduardo Vicente Mirás
Eduardo Vicente Mirás (Buenos Aires, 14 novembre 1929 – Rosario, 24 febbraio 2022) è stato un arcivescovo cattolico argentino.

## Biografia
Eduardo Vicente Mirás nacque a Buenos Aires il 14 novembre 1929 da Emilio Mirás e María Gracia Di Falco. Venne battezzato nella parrocchia di Nostra Signora dei Dolori a Buenos Aires il 22 dello stesso mese. Ricevette la prima comunione l'8 dicembre 1935 nella chiesa del Buon Pastore della stessa città e la confermazione nella parrocchia della città di Merlo da monsignor Anunciado Serafini, vescovo ausiliare di La Plata e titolare di Aricanda.

### Formazione e ministero sacerdotale
Compì gli studi primari presso il Collegio Francescano nella città di San Antonio de Padua. Nel 1941 entrò nel seminario metropolitano dell'Immacolata a Villa Devoto.
Monsignor Antonio Rocca, vescovo ausiliare di Buenos Aires e titolare di Augusta, gli conferì la prima tonsura e lo ammise allo stato clericale nella cattedrale metropolitana della Santissima Trinità il 3 dicembre 1949 e gli conferì gli ordini minori dell'ostirariato e del lettorato nella chiesa dell'Immacolata del seminario metropolitano di Villa Devoto il 25 marzo dell'anno successivo, gli ordini minori dell'esorcistato e dell'accolitato il 3 dicembre 1950 e gli ordini maggiori del suddiaconato il 2 dicembre 1951 e del diaconato il 29 marzo 1952.
Il 3 agosto 1952 fu ordinato presbitero per l'arcidiocesi di Buenos Aires da monsignor Antonio Rocca. Il giorno successivo celebrò la prima messa nella chiesa parrocchiale di Nostra Signora del Pilar. Nel 1957 conseguì il dottorato in teologia presso la Facoltà di teologia di Villa Devoto. Prestò servizio come vicario cooperatore delle parrocchie di San José de Flores dal 1953 al 1955 e di Nostra Signora del Pilar dal 1955 al 1963; vice assessore nazionale dell'Asociación Juvenil de la Acción Católica (AJAC) dal 1958 al 1960; professore di teologia dogmatica presso la Pontificia università cattolica argentina a Buenos Aires dal 1958; cappellano delle Figlie della misericordia a Villa Devoto dal 1963; direttore dell'Instituto de Cultura y Extensión Universitaria dal 1965 al 1970; segretario accademico della Pontificia università cattolica argentina dal 1968 al marzo del 1984 e giudice associato presso il tribunale ecclesiastico nazionale dal 1983.
Fu anche membro del consiglio presbiterale e del collegio dei consultori.
Nel luglio del 1980 papa Giovanni Paolo II gli conferì il titolo onorifico di prelato d'onore di Sua Santità.

### Ministero episcopale
Il 1º marzo 1984 papa Giovanni Paolo II lo nominò vescovo ausiliare di Buenos Aires e titolare di Ambia. Ricevette l'ordinazione episcopale il 27 aprile successivo nella cattedrale metropolitana della Santissima Trinità a Buenos Aires dal cardinale Juan Carlos Aramburu, arcivescovo metropolita di Buenos Aires, co-consacranti i vescovi ausiliari della stessa arcidiocesi Arnaldo Clemente Canale e Domingo Salvador Castagna.
Rimase professore presso la Pontificia università cattolica argentina e cappellano delle Figlie della misericordia e prestò servizio come vicario episcopale della zona di Villa Devoto dal 1984 al 1990 e vicario generale dell'arcidiocesi di Buenos Aires dal 22 settembre 1990 al 20 novembre 1993.
Il 20 novembre 1993 lo stesso papa Giovanni Paolo II lo promosse arcivescovo di Rosario. Prese possesso dell'arcidiocesi l'11 marzo successivo con una cerimonia tenutasi nel cortile civico del Monumento storico nazionale alla Bandiera a Rosario. Il 29 giugno 1993 il papa gli impose il pallio, simbolo degli arcivescovi metropoliti, durante una celebrazione svoltasi nella basilica di San Pietro in Vaticano.
In diocesi inaugurò e benedisse la Casa del Clero, il Centro di Spiritualità e la chiesa del Niño Dios il 1º marzo 1995; presiedette le assemblee arcidiocesane in preparazione al Grande Giubileo del 2000 negli anni 1997, 1998 e 1999; benedisse la nuova cappella del Santissimo Sacramento nella basilica cattedrale di Nostra Signora del Rosario il 9 aprile 1998, giovedì santo; firmò il decreto che dichiarava la prima chiesa parrocchiale di Rosario, attuale basilica e cattedrale, "Santuario mariano arcidiocesano" il 7 ottobre 1998; inaugurò e benedisse la nuova sede arcidiocesana dell'Azione Cattolica Argentina il 7 dicembre 1999; incoraggiò e accompagnò il primo Tavolo di Dialogo a partire dal 21 dicembre 2001; consacrò il nuovo altare della basilica cattedrale il 1º settembre 2002 e istituì l'Ordo virginum e ammise i suoi primi due membri nella parrocchia di San Michele Arcangelo l'8 settembre 2003.
Nel novembre del 1995 e nel febbraio 2002 compì la visita ad limina con altri confratelli vescovi argentini. Nella seconda occasione presiedette la santa messa di chiusura nella basilica di Santa Maria Maggiore.
Partecipò alla I assemblea speciale per l'America del Sinodo dei vescovi che ebbe luogo nella Città del Vaticano dal 12 novembre al 12 dicembre 1997 sul tema "Incontro con Gesù Cristo vivo: il cammino per la conversione, la comunione e la solidarietà in America" e alla X assemblea generale ordinaria del Sinodo dei vescovi che ebbe luogo nella Città del Vaticano dal 30 settembre al 6 novembre 2001 sul tema "Il Vescovo: Servitore del Vangelo di Gesù Cristo per la speranza del mondo".
Il 13 ottobre 2004 annunciò di avere presentato la sua rinuncia al governo pastorale dell'arcidiocesi che papa Benedetto XVI accettò il 22 dicembre 2005 per raggiunti limiti di età. Continuò a reggere l'arcidiocesi come amministratore apostolico fino al 18 marzo 2006, giorno della presa di possesso del suo successore.
In seno alla Conferenza episcopale dell'Argentina fu membro dell'équipe di teologia dal 1984 al 1985; delegato presso il Pontificio consiglio della cultura nel 1984; membro dell'équipe per l'educazione cattolica e delegato per le Università Cattoliche; membro della commissione per i cinquecento anni di evangelizzazione dell'America dal 1985 al 1988; presidente della commissione per la fede e la cultura dal 1987 al 1993; membro della stessa commissione dal 2005 al 2008, dal 2014 al 2017 e dal 2017 al 2020; membro della commissione per l'educazione cattolica dal 1994 al 1996; membro della commissione per l'Università Cattolica dal 1987 al 1990, dal 1993 al 1996, dal 2005 al 2009 e dal 2009 al 2014; secondo vicepresidente dal 1997 al 1999; vicepresidente dal novembre 2000 al novembre 2002 e presidente dal novembre del 2002 al novembre del 2005.
Morì in un ospedale di Rosario il 24 febbraio 2022 all'età di 92 anni per una polmonite causata dal COVID-19. Le esequie si tennero il giorno successivo alle ore 11 nella basilica cattedrale di Nostra Signora del Rosario a Rosario e furono presiedute da monsignor Eduardo Eliseo Martín, arcivescovo metropolita di Rosario.

## Genealogia episcopale e successione apostolica
La genealogia episcopale è:
- Cardinale Scipione Rebiba
- Cardinale Giulio Antonio Santori
- Cardinale Girolamo Bernerio, O.P.
- Arcivescovo Galeazzo Sanvitale
- Cardinale Ludovico Ludovisi
- Cardinale Luigi Caetani
- Cardinale Ulderico Carpegna
- Cardinale Paluzzo Paluzzi Altieri degli Albertoni
- Papa Benedetto XIII
- Papa Benedetto XIV
- Papa Clemente XIII
- Cardinale Bernardino Giraud
- Cardinale Alessandro Mattei
- Cardinale Pietro Francesco Galleffi
- Cardinale Giacomo Filippo Fransoni
- Cardinale Carlo Sacconi
- Cardinale Edward Henry Howard
- Cardinale Mariano Rampolla del Tindaro
- Cardinale Antonio Vico
- Arcivescovo Filippo Cortesi
- Arcivescovo Fermín Emilio Lafitte
- Cardinale Juan Carlos Aramburu
- Arcivescovo Eduardo Vicente Mirás

La successione apostolica è:
- Vescovo Héctor Sabatino Cardelli (1995)
- Vescovo Luis Armando Collazuol (1998)
- Arcivescovo Sergio Alfredo Fenoy (1999)